# 安东尼奥·伯克斯
安东尼奥·康奈尔·伯克斯（英語：Antonio Cornell Burks，1980年2月25日—），美国NBA联盟前职业篮球运动员。他在2004年的NBA选秀中第2轮第7顺位被奥兰多魔术选中。